# Weißack
Weißack (niedersorbisch Wusoka) ist ein Ortsteil der Gemeinde Heideblick im Landkreis Dahme-Spreewald in Brandenburg.
Der Ort liegt an der L 561, westlich verläuft die B 96.

## Ortsname
Der aus dem Sorbischen stammende Ortsname leitet sich wie zahlreiche ähnliche Namen in Sachsen und Brandenburg vom Wort wysoka, „hoch (gelegen)“, ab und bezieht sich auf die geographische Lage auf dem Lausitzer Grenzwall. Der nördliche Nachbarort Bornsdorf liegt etwa 25 Meter tiefer.

## Sehenswürdigkeiten

### Baudenkmale
In der Liste der Baudenkmale in Heideblick sind für Weißack zwei Baudenkmale aufgeführt:
- Glockenstuhl sowie Epitaph Heinrich von Milen (1618), Epitaph Heinrich Ernst von Carlowitz (1693) und Grabstein Otto von Obernitz aus der abgebrochenen Kirche
- Gutshaus einschließlich des umgebenden ehemaligen Grabengeländes (Weißacker Dorfstraße 46)

### Naturschutzgebiete
In der Nähe von Weißack liegen diese Naturschutzgebiete:
- nordöstlich das Bergen-Weißacker Moor
- östlich die Gahroer Buchheide

## Persönlichkeiten
- Johann Georg Nathusius (* 1722 in Weissack; † 1792), Pfarrer und nach Johann Georg Meusel auch „Schriftsteller“
- Uwe Krause (* 1969), lebt als freischaffender Komponist, Musiker und Musikpädagoge in Weißack